# 워커 에번스
워커 에번스(영어: Walker Evans, 1903년 11월 3일 - 1975년 4월 10일)은 대공황 시기 농업안정국(FSA, Farm Security Administration) 소속으로 촬영한 사진들로 유명한 미국 사진가 작가 겸 사진 기자이다. 농업안정국 시기 에번스의 작품은 대부분은 8 × 10 인치 (200 × 250 mm) 뷰카메라를 이용한 대형 포맷을 사용하였다. 에번스는 사진 작가로서 "문학적이고 권위있고 초월적인" 이미지를 만드는 것이 목표라고 말했다.

## 생애

### 성장기
워커 에번스는 미주리주 세인트루이스에서 태어났다. 이름이 같은 그의 아버지 워커 에번스는 광고 감독이었고 어머니 이름은 제시였다. 집안 형편은 넉넉하였다. 그는 젊은 시절을 털리도, 시카고, 뉴욕에서 보냈다. 루미 예비학교와 머서스버그 아카데미를 다녔고 1922년 매사추세츠주 앤도버에 있는 필립스 아카데미를 졸업하였다. 그후 윌리엄스 칼리지 프랑스어과를 1년 간 다니다 그만 두고 뉴욕으로 돌아와 공립도서관 지도실에서 야간 직원으로 일했다. 1926년 파리에서 1년을 보낸 후 다시 뉴욕으로 돌아와 문화 예술인 그룹에 합류하여 존 치버, 하트 크레인, 링컨 커스틴 등과 친구가 되었고 1927년에서 1929년까지 월스트리트에 있는 한 주식회사의 회계 업무를 하기도 하였다.
에번스는 1928년부터 사진 촬영을 했다 그 시기 자신이 살고 있던 뉴욕시 오싱잉구를 찍었다. 그의 사진 작업은 으젠 앗재와 아우구스트 잔더로부터 영향을 받았다. 1930년 하트 크레인의 시집 《다리》에 브루클린교를 찍은 에번스의 사진 3장이 실렸다. 1931년 링컨 커스틴의 후원으로 보스턴 인근의 빅토리아 양식의 주택을 촬영한 시리즈를 만들었다.
1933년 5월에서 6월 사이 에번스는 칼튼 빌즈의 《쿠바의 죄악》(제라도 마차도를 독재자로 비판한 책)을 출판하기 위한 리핀코트의 의뢰로 쿠바에 갔다. 그곳에서 에번스는 어니스트 헤밍웨이를 만나 함께 밤새 마셨다. 헤밍웨이는 에번스가 계획보다 2주 더 쿠바에 머물 수 있도록 돈을 빌려 주었다. 쿠바에서 에번스는 거리 생활, 경찰, 거지, 부두 노동자와 같은 해안가 장면을 기록했다. 에번스는 당시 쿠바에 횡행하던 정치 폭력을 기록한 사진들을 헤밍웨이에게 넘겨 주었는데, 이 사진들은 1937년 출간된 헤밍웨이의 《가진자와 못 가진자》를 집필하는 자료로 쓰였다. 에번스는 혹여나 쿠바 당국이 정부 비판을 이유로 압수할까봐 두려워 하면서 46장의 사진을 인화하여 헤밍웨이에게 넘겼다. 걱정과 달리 에번스는 별다른 어려움 없이 미국으로 돌아갔고 촬영한 사진을 빌즈에게 넘겼다. 빌즈는 그 가운데 31장을 책에 담았다. 헤밍웨이에게 넘겼던 인화본은 2002년 아바나에서 발견되었다.

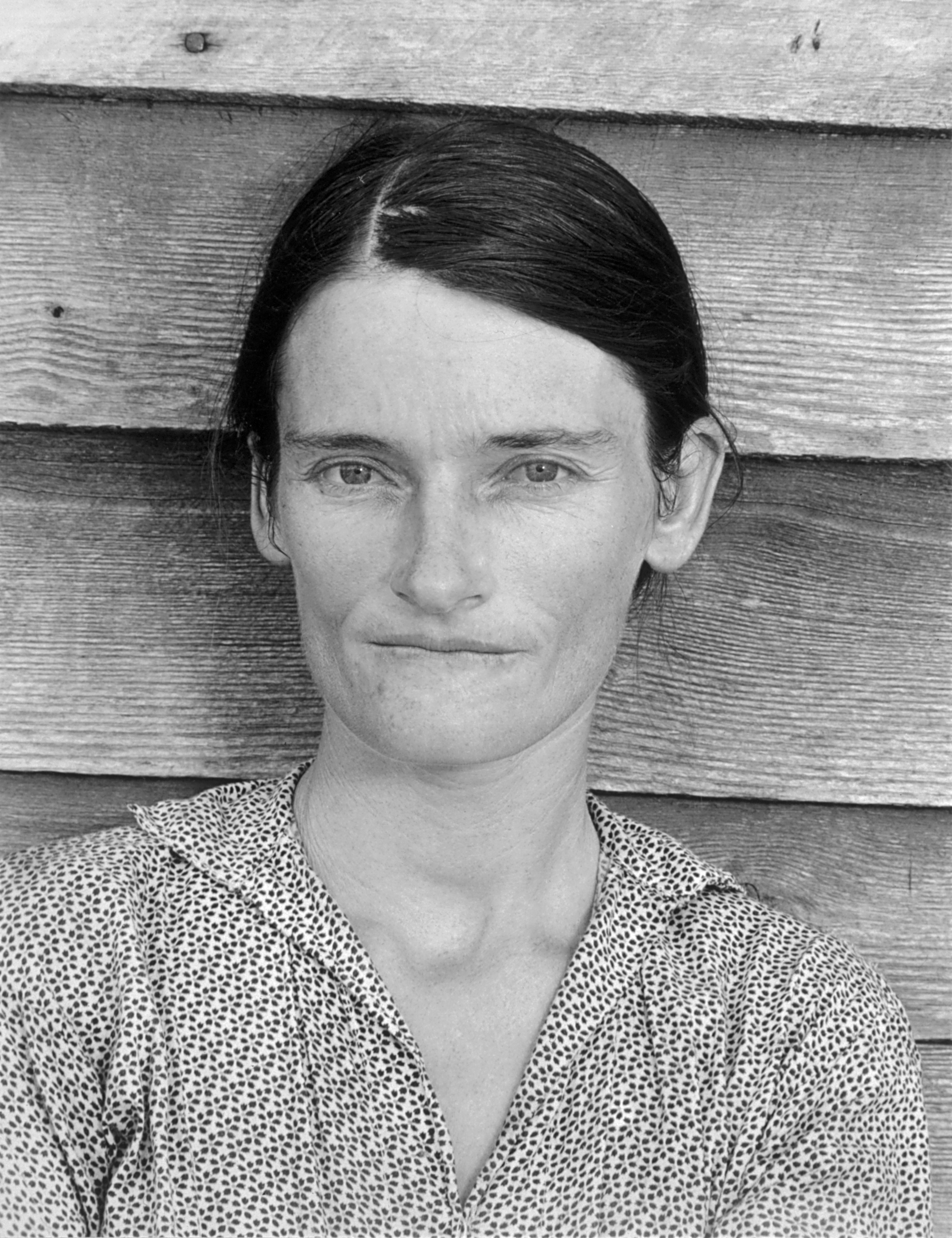
1936년 27 세의 앨리 매 버로스를 촬영한 에번스의 사진. 대공황의 상징이 되었다.

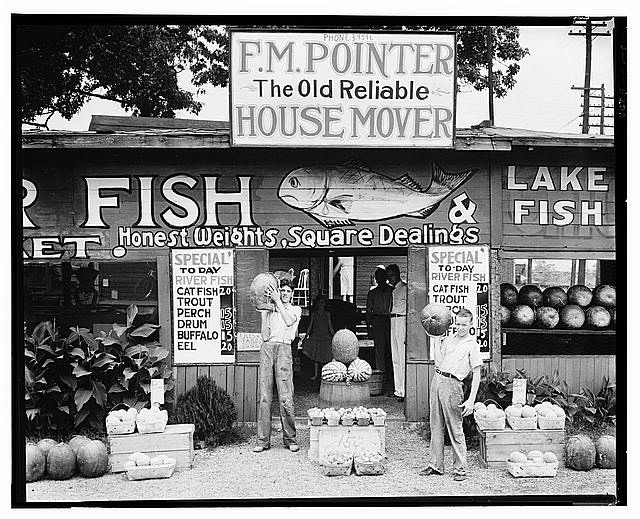
앨라배마주 버밍엄 근처 길가 상점. 1936년

### 대공황기의 사진
1935년 에번스는 웨스트버지니아와 펜실베이니아에서 정착관리국 (RA, Resettlement Administration)이 의뢰한 사진을 찍으며 두 달을 보냈다. 10월부터는 농업안정국이 의뢰한 미국 남부의 상황에 대한 기록도 함께 하였다.
1936년 여름 에번스는 농업안정국을 떠나면서 《포춘》이 파견한 작가 제임스 에이지와 앨라배마주 헤일 카운티로 파견되었다. 둘이 함께 취재하고 송고한 원고는 잡지사의 급작스런 취소로 실리지 않았다. 그러나 둘은 앨라배마 남부의 소작농 세 가족을 계속 취재하였고 1941년 그 결과를 정리하여 《이제 유명인을 칭송하자》(Let Us Now Praise Famous Men)를 출간하였다. 이 책은 세 농가의 삶을 자세히 묘사하여 당시 농촌 빈곤에 대한 감동적인 초상화를 그렸다는 평가를 받는다. 비평가 제닛 말콤은 에이지의 강도 높은 비판적 문장과 소작농의 모습을 차분하고 아름답게 촬영한 에번스의 사진이 극명한 대조를 이룬다고 평하였다.
세 가족의 가장은 각기 버드 필드, 플로이드 버로스, 프랭크 팅글이었다. 이들은 앨라배마주 애크론의 헤일 카운티에서 소작을 하며 살았고, 지주는 에번스와 에이지를 "소련 정보원"이라고 불렀다. 그러나 플로이드의 아내 엘리 매 버로우스는 훗날 인터뷰에서 그렇게까지 적대를 받지는 않았다고 회상했다. 에번스가 촬영한 가족 사진은 대공황 시대의 불행과 빈곤을 보여주는 상징이 되었다. 2005년 9월 《포춘》은 75주년 기념 행사로 헤일 카운티의 세 가족 후손들을 다시 방문했다. 에번스와 에이지가 가족을 방문했을 당시 4살이었던 찰스 버로우스는 당시 작가들이 가족들에게 책을 한 권도 보내지 않은 것에 대해 여전히 화를 냈다. 찰스는 "촬영에 필요한 빛에 대해 우리가 일러주지 않았다면 틀림없이 그 사람들은 망했을 것"이라고 주장했다.
에번스는 1938년까지 농업안정국에서 일하다 그해 전시회 《워커 에번스: 미국의 사진》을 열었다. 이 전시회는 뉴욕 현대미술관이 작가 한 명만을 위해 전시회를 연 첫번째 사례였다. 전시회의 카달로그에는 에번스의 친구 링컨 커스틴의 평론이 실렸다.
1938년 에번스는 뉴욕 지하철에서 코트 카마레를 숨긴 채 촬영하였다. 이 사진들은 1966년 《다중이 호출되다》(Many are Called)라는 이름의 사진집으로 출간되었다. 1938년과 1939년 사이 에번스는 헬렌 레빗과 함께 일하였다.
에번스는 앙리 카르티에 브레송 같은 다른 사진 작가들처럼 암실에서 네거티브 필름을 뽑느라 시간을 보내지는 않았다. 대신 에번스는 인화에 대한 지침을 필름에 적어 인화업체로 보냈고, 인화 과정에 대한 감독도 느슨한 편이었다.

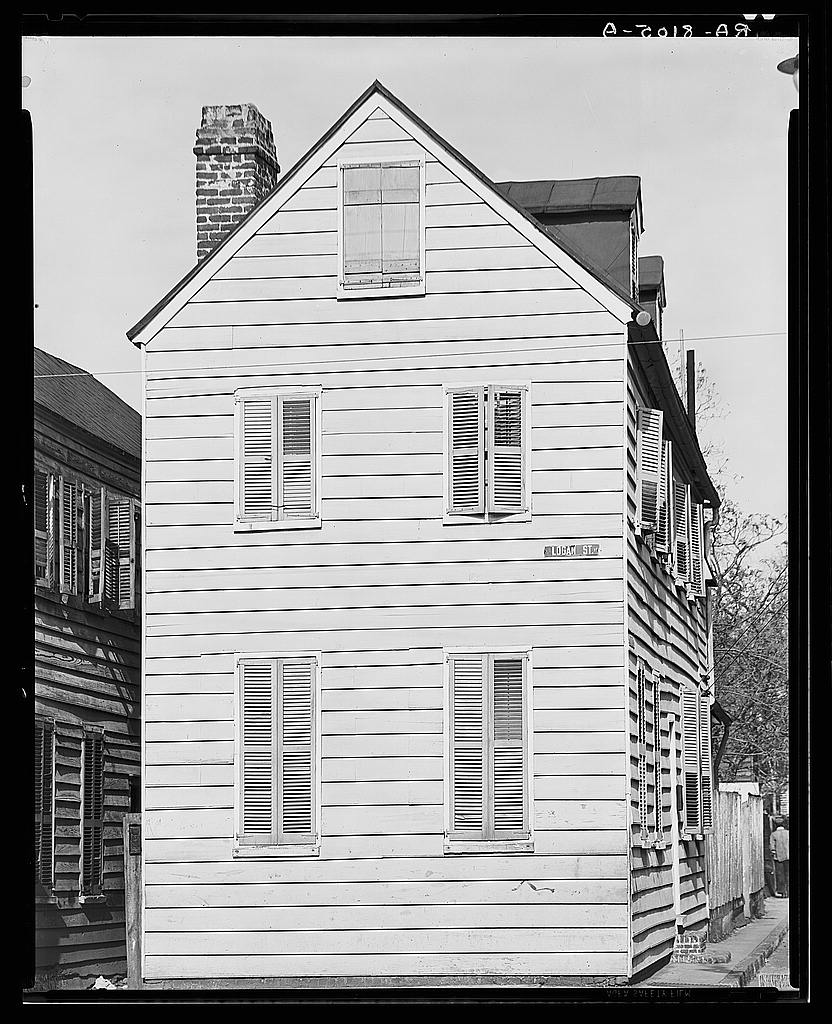
〈프레임 하우스〉. 찰스턴, 사우스 캐롤라이나 1936년

### 후기 작업
1945년 에번스는 스스로가 열렬한 독자이자 기고가이기도 하였던 《타임》의 고정 필진이 되었고 1965년에는 《포춘》의 편집인이 되었다. 같은 해 에번스는 예일대학교 미술과의 사진학 교수가 되었다.
1968년 에번스는 사설 은행의 150주년을 기념하여 작업한 흑백사진 시리즈 "은행의 파트너"를 출간하였다. 1973년에서 1974년 사이 폴라로이드 SX-40 즉석사진기를 사용하여 작업하였다. 사진기 회사는 에번스에게 필름을 무제한으로 공급하였고, 에번스는 사진기의 단순함과 빠른 속도에 만족하였다.

1971년 초 뉴욕 현대미술관에서 에번스의 첫 회고전이 열렸다.

### 죽음과 유품
에번스는 1975년 코네티컷주 뉴헤이븐에 있는 자신의 아파트에서 사망했다. 숨지기 전날 행크 오닐이 진행하고 있는 《시선 나누기》(A Vision Shared) 프로젝트와 관련하여 에번스와 마지막으로 대화를 나누었다. 오닐은 책의 뒷면에 쓸 에번스의 사진을 찍었다. 다음날 아침 에번스는 뇌졸중으로 사망하였고 오닐은 《에킨스 프레스》의 운영자 레슬리 캐츠의 전화를 받고서야 에번스의 죽음을 알았다. 레슬리는 자신이 어제 두 번이나 에번스와 통화하였는데 그러고서 한시간 반이 지나 에번스가 죽었다며 참 무서운 일이라고 말했다.
1994년 워커 에번스의 유작들이 뉴욕시의 메트로폴리탄 미술관에 기증되었다. 이후 에번스의 모든 미디어 작품의 저작권은 메트로폴리탄 미술관이 보유하고 있다. 다만 정착관리국과 농업안정국 시기 촬영한 사진 천여 점은 미국연방정부에 의해 관리되는 퍼블릭 도메인으로 미국 의회도서관이 소장하고 있다.
2000년 에번스는 세인트루이스주 명예의 전당에 헌정되었다.

## 컬렉션
- 시카고 미술관, 시카고, 일리노이드[19]
- 조지 이스트맨 미술관, 로체스터, 뉴욕[20]
- J. 폴 케티 미술관, 로스앤젤리스, 캘리포니아: 1338 점(2019년 1월 기준)[21]
- 메트로폴리탄 미술관, 뉴욕[22]
- 뉴욕 현대미술관, 뉴욕: 205 점(2019년 1월 기준)[23]
- 휘트니 미술관, 뉴욕: 점(2019년 1월 기준)[24]
- 빅토리아 국립미술관, 멜버른, 오스트레일리아: 36 점(2019년 1월 기준)[25]
- 국제 사진 명예의 전당, 세인트루이스[26]